# Americodema nigrolineatum
Americodema nigrolineatum är en insektsart som först beskrevs av Knight 1923.  Americodema nigrolineatum ingår i släktet Americodema och familjen ängsskinnbaggar. Inga underarter finns listade i Catalogue of Life.